# Присурский заповедник
Запове́дник «Прису́рский» — государственный природный заповедник, расположенный на территории Чувашской Республики. Заповедник состоит из 3-х участков (с 2000), расположенных в трёх административных районах республики.

## Расположение
Государственный природный заповедник «Присурский» учреждён 27 декабря 1995 года. Его общая площадь 9 150,4 га. Количество кластеров 3. Площадь охранной зоны составляет 25 497,5 га. Наибольший по площади участок заповедника расположен в Алатырском районе (9025 га). Здесь преобладают смешанные леса на дерново-подзолистых почвах. За двадцать лет существования заповедника изрежённость лесов уменьшилась за счёт зарастания вырубок, прогалин, полян. Лесные угодья заповедника представлены смешанными лесами двух типов: 1) с преобладанием лиственных пород (берёза и осина, липа с соснами и елями, единично дуб; в подросте доминирует ель, в подлеске — рябина, черёмуха, лещина); 2) с преобладанием хвойных пород (сосна, реже ель с берёзами, осинами, липой; в подросте доминирует ель, в подлеске рябина, черёмуха, крушина, бересклет). Есть сосняки из 60-70 летних деревьев и молодые сосняки.
Батыревский (27,6 га) и Яльчикский (97,8 га) участки заповедника — степные. Батыревский участок организован на базе бывшего суркового заказника республиканского значения (создан в 1961 году), Яльчикский — заказника местного значения. Поселение сурков-байбаков на Батыревском участке известно с 1642 года.

## Климат
Климат района умеренно континентальный. Средняя годовая температура воздуха +3…+3,5 С. Годовое количество осадков составляет от 450 до 750 мм.

## Памятники природы
В заповеднике «Присурский» (и в его охранной зоне) располагаются памятники природы республиканского значения («Речка Люля», «Группа озёр Старая Старица», «Группа озёр Старица, Базарское») и археологический памятник «Заячий городок» эпохи ранней бронзы (2 тыс. лет до н. э., Чирковская культура).

## Флора и фауна
800 видов растений на территории заповедника «Присурский» (все три участка). 93 из них внесены в Красную книгу Чувашской Республики, в том числе пять видов внесены в Красную книгу Российской Федерации: касатик безлистный, пыльцеголовник красный, неоттианта клобучковая, ковыль перистый, астрагал Цингера. Два вида занесены в Красный список МСОП — это астрагал Цингера, серпуха зюзниколистная.
На Алатырском участке произрастает 658 видов сосудистых растений (из 91 семейства), в том числе 59 внесены в Красную книгу Чувашской Республики.
В водоёмах охранной зоны растёт такой редкий вид как плавающий водяной орех, занесённый в Красную книгу России.
На Яльчикском участке встречаются элементы луговой степи, в том числе, ковыль волосовидный, овсяница бороздчатая, тимофеевка степная, шалфей мутовчатый и степной, астрагал австрийский и датский, оносма простейшая, колокольчик волжский.
Из животных встречаются лось, кабан, заяц-беляк, бобр, рыжая полёвка, лесная соня, лесная куница, волк, рысь, бурый медведь.
На трёх участках заповедника «Присурский» отмечено 136 видов птиц из 34 отрядов. На Алатырском участке — 128 видов (57 — неворобьиных и 71 — воробьиных); на Батыревском — 49 видов (23 и 26); на Яльчикском 46 видов (19 и 27).
На долю воробьинообразных приходится 74 вида. Остальные 62 вида принадлежат к таким отрядам как гусеобразные, соколообразные, курообразные, совообразные, дятлообразные и др. Из 136 видов птиц 19 видов внесены в Красные книги различных рангов. Пойма Суры, включённая в охранную зону заповедника, относится к ключевой орнитологической территории международного значения. Обилие водоёмов привлекает водно-болотных и околоводных птиц. Это различные утки, кулики, чайки и крачки. Здесь же отдыхают и кормятся стаи пролётных гусей и журавлей.
В охранной зоне заповедника гнездятся редкие виды птиц, включённые в Красную книгу России: орлан-белохвост, филин, змееяд, кулик-сорока, малая крачка, серый сорокопут и др.
Символ заповедника — подвид глухаря, встречающийся только в Присурье — глухарь волжский (Tetrao urogallus volgensis), описанный А. С. Бутурлиным в 1907 году.
Обнаружено более 2500 видов насекомых, включая редкие как отшельник обыкновенный, слоник острокрылый (жуки); аполлон обыкновенный, мнемозина (бабочки); пчела-плотник, парнопес крупный (перепончатокрылые), муравей-древоточец пахучий.

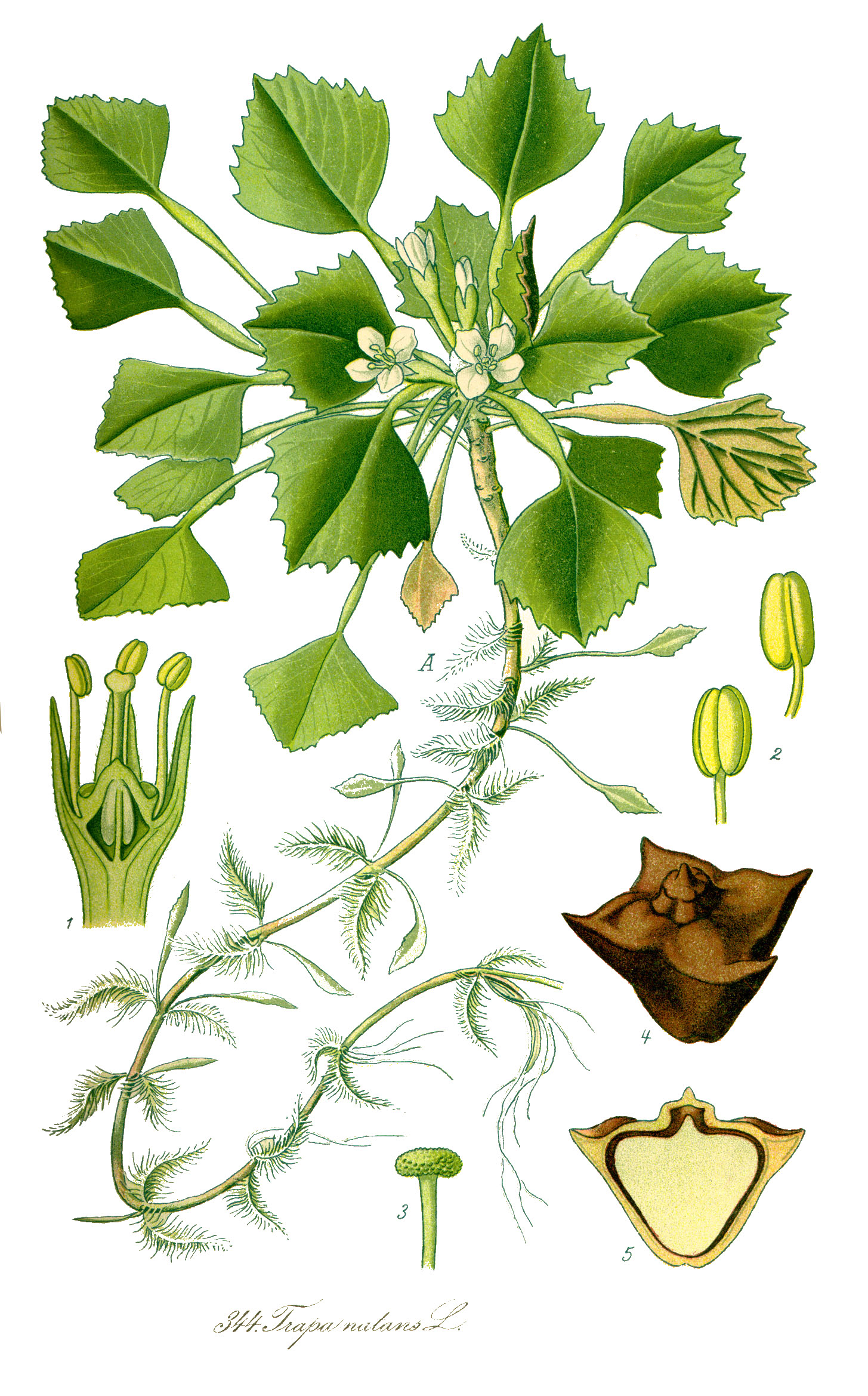
Чилим, или Водяной орех
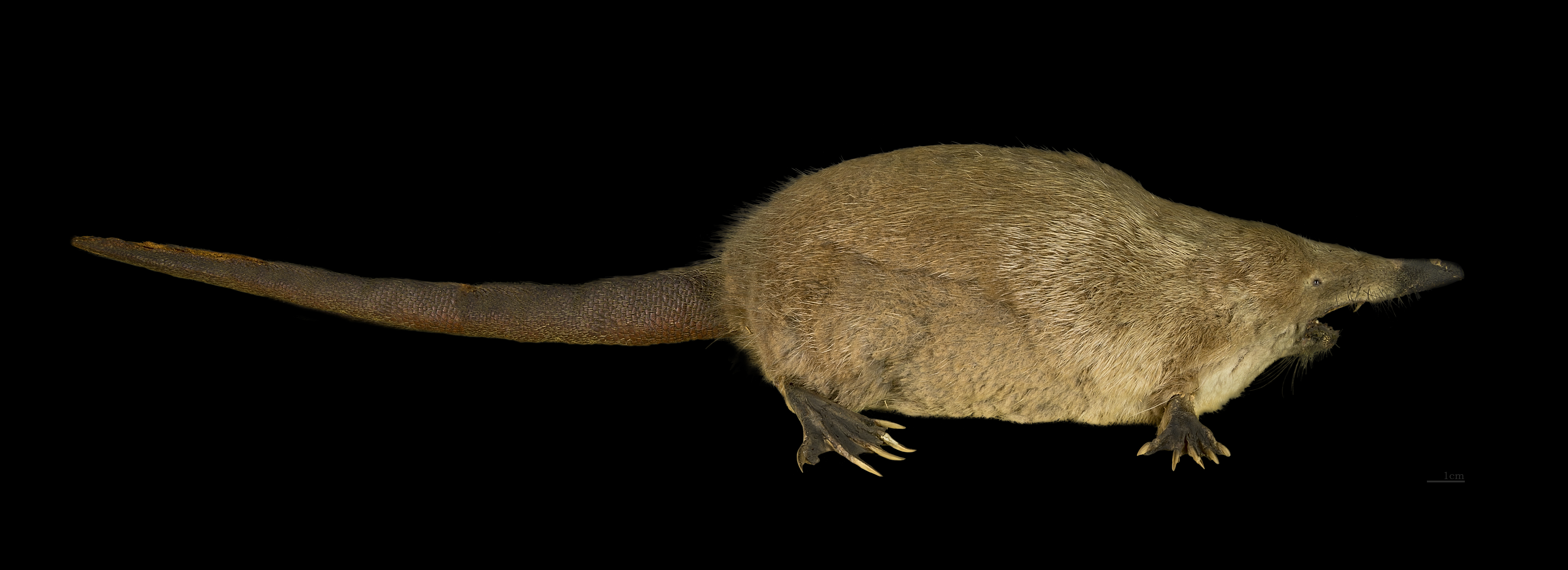
Выхухоль включена в Красные книги России и Чувашии
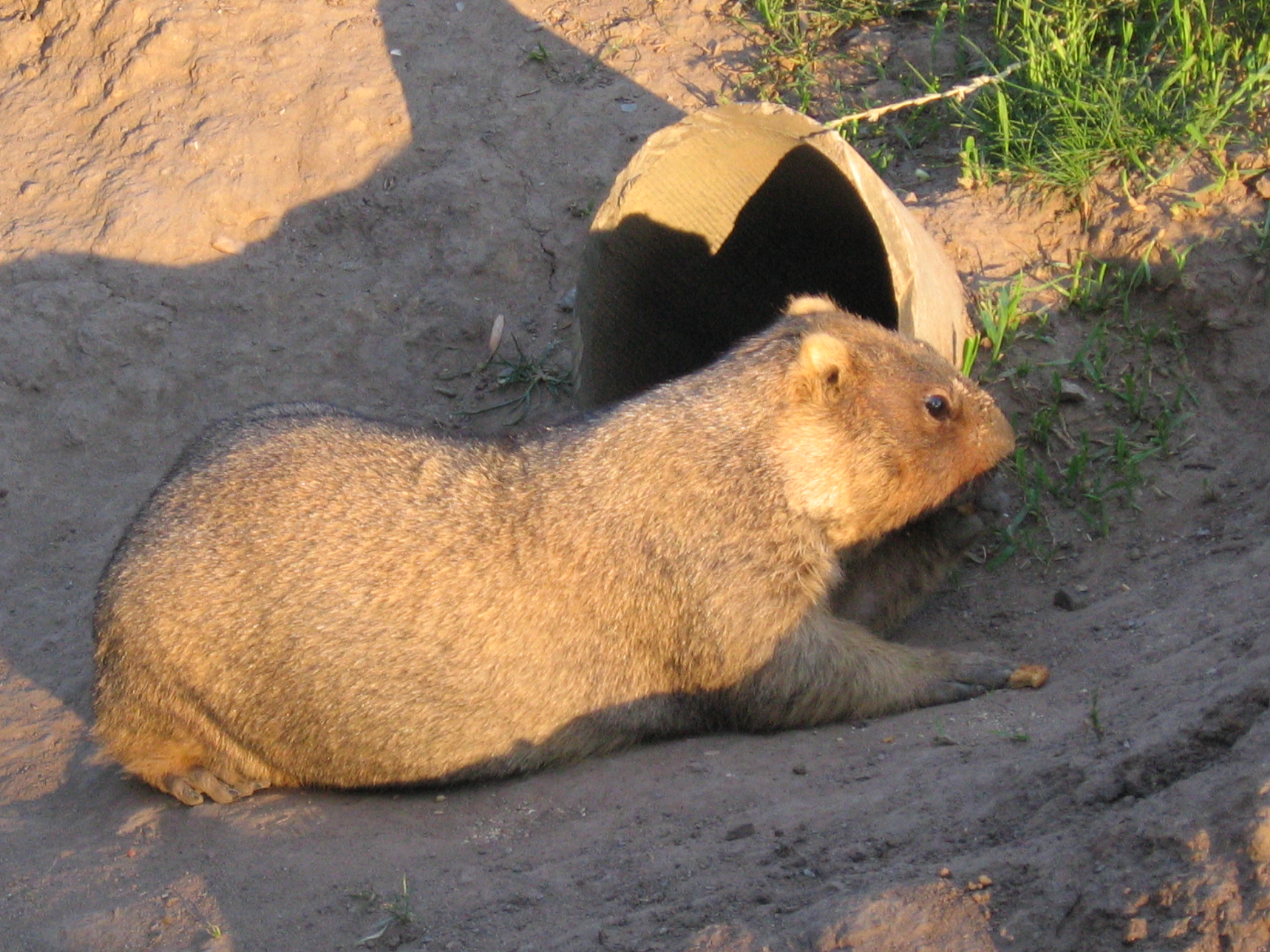
Взрослый байбак
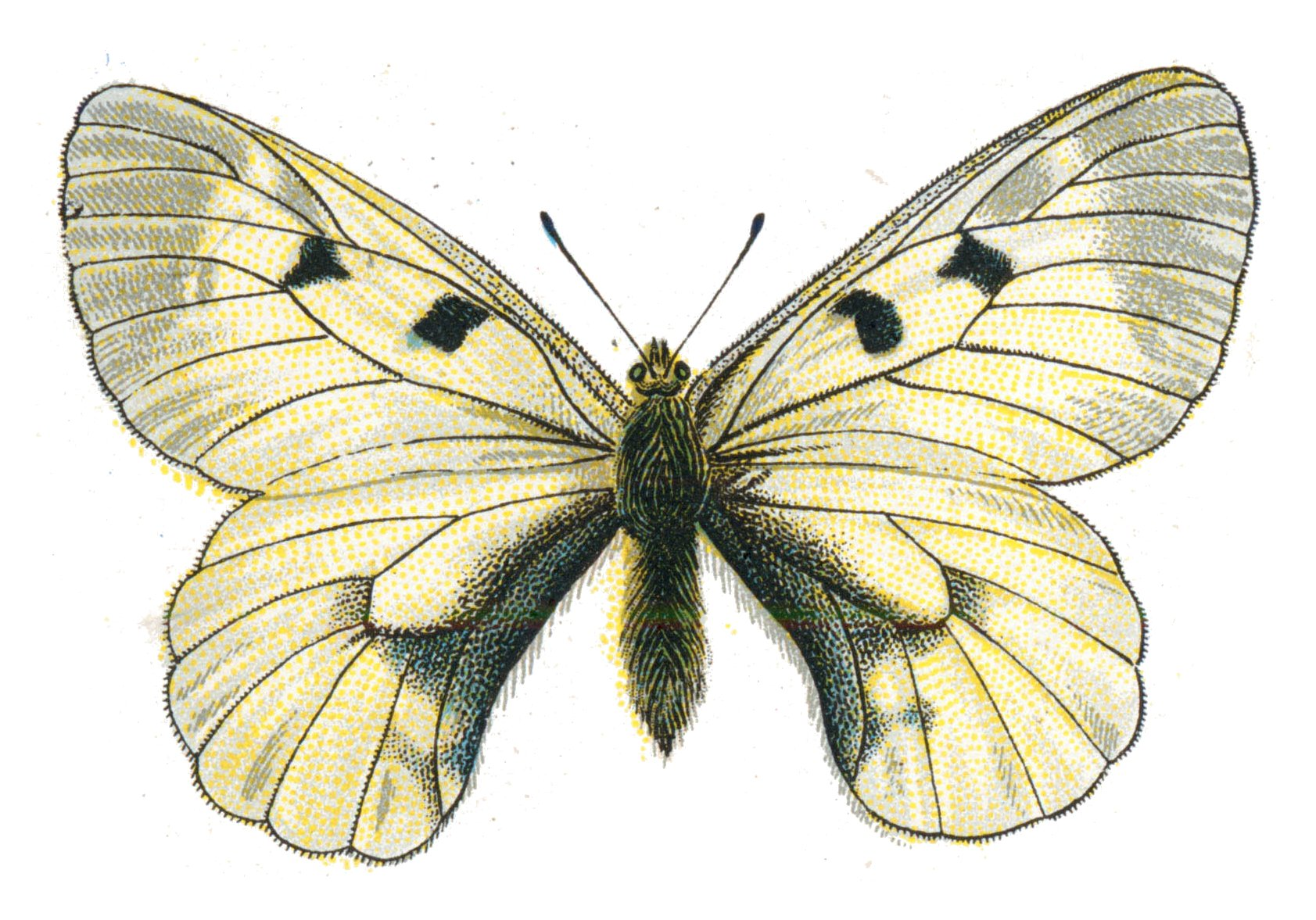
Бабочка мнемозина

### Список редких растений и грибов
Около 60 видов растений, обнаруженных на территории заповедника, входят в Красную книгу Чувашии. 7 видов растений и грибов, найденных здесь, включены в Красную книгу России:
- 4 вида грибов: подосиновик белый, гиропор синеющий, ежевик коралловидный и рогатик пестиковый
- 5 видов сосудистых растений: касатик безлистный, пыльцеголовник красный, неоттианта клобучковая, ковыль перистый, астрагал Цингера

### Список редких насекомых
Около 10 видов насекомых, найденных в заповеднике, занесены в Красную книгу России:.
- отшельник обыкновенный, слоник острокрылый (жуки); аполлон обыкновенный, мнемозина (бабочки); пчела-плотник, оса парнопес крупный, шмель степной, шмель щебневый (Bombus ruderatus), шмель моховой, шмель черепитчатый (Bombus serrisquama), шмель Шренка (перепончатокрылые)

### Список редких птиц
13 видов птиц, обнаруженных на территории заповедника, включены в Красную книгу России:
- скопа, степной лунь, змееяд, большой подорлик, могильник, беркут, орлан-белохвост, сапсан, кулик-сорока, большой кроншнеп, малая крачка, филин, серый сорокопут.

## Дирекция и адрес
В декабре 2012 года директором назначен Осмелкин Евгений Витальевич. 

В 1996—2012 заповедник возглавлял Алексей Иванович Олигер.
428034, Чувашская Республика, г. Чебоксары, пос. Лесной, 9. E-mail: prisurskij@mail.ru